# 卡尔-海因茨·克吕格尔
卡尔-海因茨·克吕格尔（德語：Karl-Heinz Krüger，1953年12月25日—），德国男子拳击运动员。他曾代表东德参加1980年夏季奥林匹克运动会拳击比赛，获得男子67公斤级铜牌。